# Церква святих верховних апостолів Петра і Павла (Миколаївка)
Церква святих верховних апостолів Петра і Павла в Миколаївці.jpg
Церква святих верховних апостолів Петра і Павла в Миколаївці — парафія і храм греко-католицької громади Золотопотіцького деканату Бучацької єпархії Української греко-католицької церкви в селі Миколаївка Чортківського району Тернопільської области.

## Історія церкви
До 1991 року мешканці села відвідували церкви в Губині або інших навколишніх селах. У 1990 році була утворена парафія в лоні УГКЦ, і завдяки зусиллям місцевих жителів у 1990—1991 роках збудували храм святих верховних апостолів Петра і Павла. У 1991 році його освятив єпископ Павло Василик, а іконостас для церкви виготовив сільський столяр Василь Захарійчук.
2 грудня 2003 року парафію з єпископським візитом відвідав Іриней Білик, ЧСВВ.
На парафії діють Вівтарна дружина, спільнота «Матері в молитві», а також церковне братство і сестринство.
На території парафії розташована богослужбова каплиця Успіння Пресвятої Богородиці, збудована й освячена у 1998 році. У 2010 році біля школи звели ще одну капличку, яку освятив декан о. Ігор Вовк. У ній встановлена скульптура Ісуса Христа, який випасає овець. Крім того, біля будинку культури насипана символічна могила з хрестом на честь загиблих борців за волю України.

## Парохи
о. Валерій Кандюк (1991—1992),
о. Петро Грушак (1992—1996),
о. Ярослав Антонійчук (1996—1999),
о. Ігор Шкодзінський (1999—2002),
о. Андрій Новак (2002—2007),
о. Сергій Топольницький (з 2007).